# Requiem (film 2001)
Requiem – polski dramat filmowy z 2001 roku w reżyserii Witolda Leszczyńskiego. Zdjęcia kręcono w Borowcu niedaleko Piotrkowa Trybunalskiego.

## Fabuła
Bohaterem filmu jest Bartłomiej Grab (Franciszek Pieczka), ceniony gospodarz we wsi, słynący z wygłaszania wspaniałych mów pogrzebowych. Pewnego dnia stwierdza, że z powodu swojego podeszłego wieku nie może wykonywać swoich obowiązków, w związku z czym poszukuje swego następcy.

## Nagrody
- 2001: Festiwal Polskich Filmów Fabularnych w Gdyni – Nagroda Specjalna Jury
- 2002: nominacje do Orłów, Polskich Nagród Filmowych w kategoriach: najlepszy film, najlepsza reżyseria (Witold Leszczyński), najlepsza główna rola męska (Franciszek Pieczka); za rok 2001

## Obsada aktorska
- Franciszek Pieczka – Bartłomiej Grab
- Aleksandra Górska – Jadwiga Grab
- Paweł Krucz – Bartek, wnuk Bartłomieja
- Jolanta Rzaczkiewicz – Helena Grab
- Stanisław Jaskułka – Henryk Grab
- Mariusz Gołaj – Listonosz Tomasz Wójcik
- Anna Milewska – Olga
- Kamila Sammler – Sonia Wójcik
- Mirosław Zbrojewicz – Lolek
- Henryk Gołębiewski – Marcyś
- Irena Burawska – Aniela
- Anna Kordus – Kasia
- Zuzanna Przybyszewska – Ewa
- Maciej Wilewski – Sławek
- Grzegorz Emanuel – Chrystus
- Grzegorz Forysiak – Apostoł
- Krzysztof Kowalski – Apostoł
- Sylwester Dydliński – Apostoł
- Andrzej Pankowski – Apostoł
- Zbigniew Papis – Apostoł
- Paweł Dulla – Apostoł
- Marek Derlaciński – Apostoł
- Grzegorz Kulikowski – Apostoł
- Ryszard Kluge(inne języki) – Apostoł
- Jacek Pankowski – Apostoł
- Małgorzata Zacharska – Salowa
- Ryszard Chlebuś – Władysław